# Mono (rzeka)
Mono – rzeka w Togo i Beninie, licząca około 400 km długości.
Początek bierze na wzgórzach Koura w pobliżu miejscowości Alédjo w północno-zachodnim Beninie przy granicy z Togo lub, według innych źródeł, na północny wschód od miasta Sokodé w północno-zachodnim Togo przy granicy z Beninem. Dolny, około 100-kilometrowy odcinek rzeki tworzy granicę między Togo a Beninem. Uchodzi do Zatoki Beninu, będącej częścią Zatoki Gwinejskiej, w pobliżu miasta Ouidah.

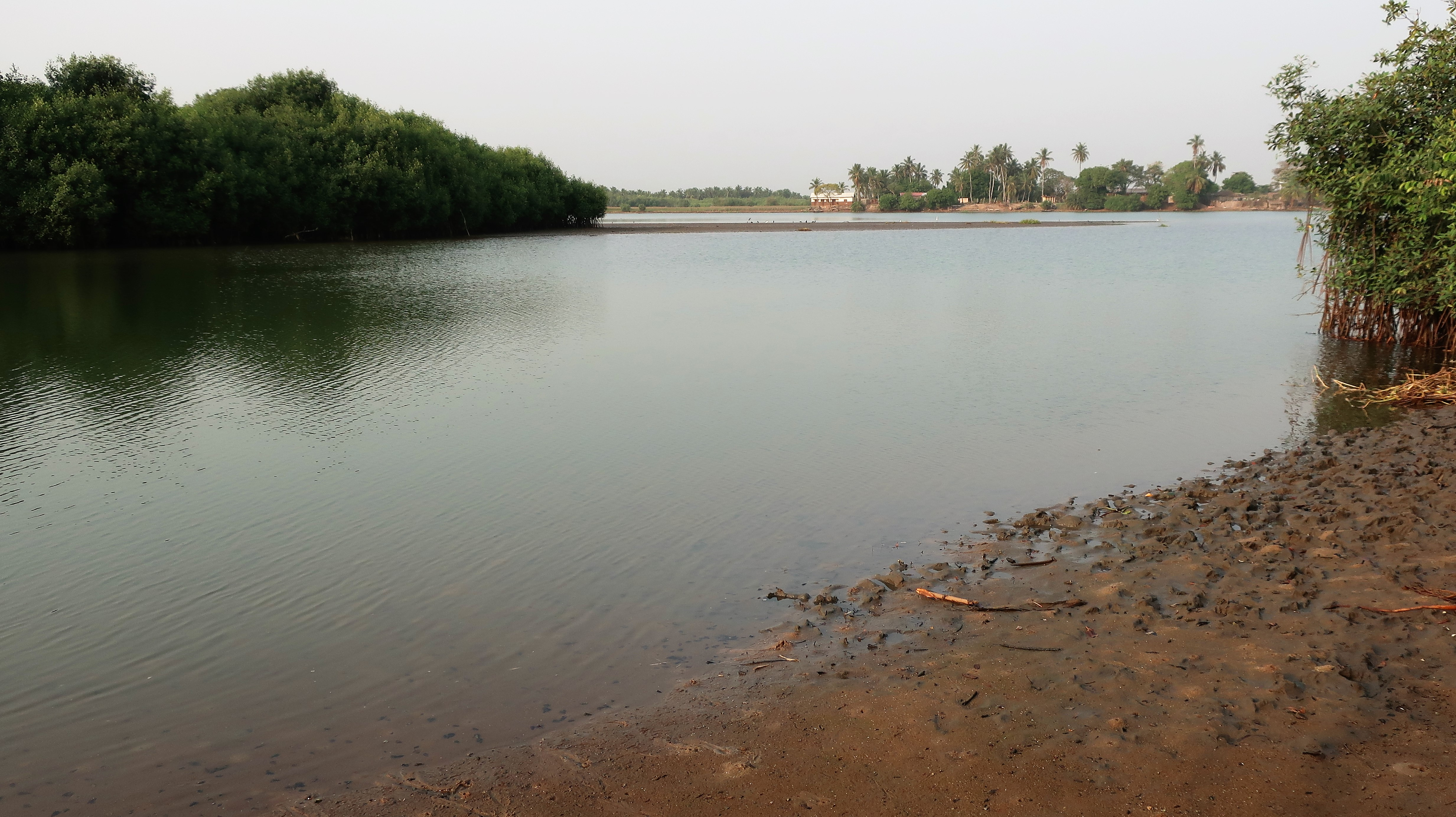
Odcinek ujściowy Mono

Jej dorzecze zajmuje obszar około 20 000 km². Rzeka płynie w kierunku południowym, silnie meandrując. W odcinku ujściowym połączona jest poprzez kanał z jeziorem Togo – największym naturalnym jeziorem w Togo. Naturalna roślinność dorzecza Mono została w dużym stopniu zastąpiona przez plantacje kukurydzy, manioku, pochrzynu, ryżu i bawełny. Żeglowny jest tylko krótki odcinek ujściowy rzeki.
W 1987 na Mono na wschód od Atakpamé w regionie Plateaux ukończono budowę wysokiej na 53 m zapory wodnej wraz z elektrownią wodną o mocy około 65 MW. W wyniku spiętrzenia wody rzeki powstał zbiornik zaporowy o nazwie Retenue de Nangbéto. Jego pojemność szacuje się na około 1710 mln m³. Powierzchnia zwierciadła wody przy maksymalnym napełnieniu zbiornika wynosi około 180 km². Zapora ma długość 443 m, przy szerokości 7 m w koronie i 157 m u podstawy.
W 2017 obszar lagun, lasów namorzynowych i sawann wzdłuż granicznego odcinka rzeki Mono, obejmującego aluwialną równinę i ujście, objęto ochroną w ramach rezerwatu biosfery o powierzchni 3462,85 km².

## Ichtiofauna

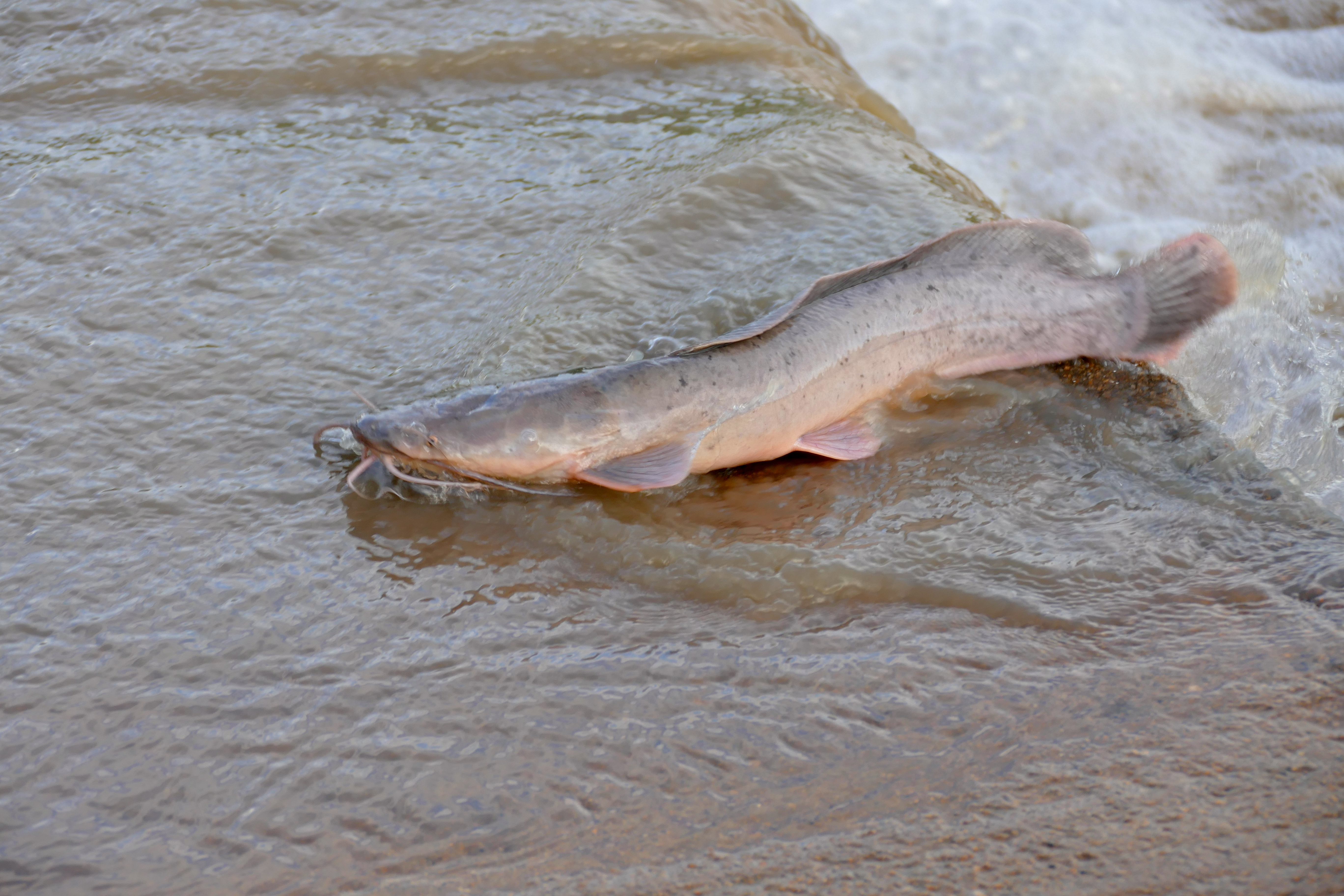
Tawada

W rzece Mono stwierdzono występowanie takich gatunków ryb, jak Sarotherodon galilaeus, akara pięcioplama Hemichromis fasciatus, Coptodon guineensis, Coptodon dageti, Coptodon zillii, barwniak Günthera Chromidotilapia guntheri z rodziny pielęgnicowatych, Brycinus nurse z rodziny alestesowatych, Micropanchax keilhacki z rodziny piękniczkowatych, proporczykowiec nakrapiany Fundulopanchax filamentosus z rodziny Nothobranchiidae, Awaous lateristriga z rodziny babkowatych, Synodontis nigrita z rodziny pierzastowąsowatych, Schilbe intermedius, Schilbe mystus z rodziny Schilbeidae, Heterobranchus longifilis, tawada Clarias gariepinus z rodziny długowąsowatych.